# 最上一花
最上 一花（もがみ いちか、1996年12月10日 -）は、日本のAV女優。著述家。後述のように佐藤花名義でも活動を行う。

## 経歴
福岡県出身。
大学卒業後に一般企業（大きめのアパレル会社）に就職。「賢そうなフリをするのが誰よりも得意だが、変に真面目な性格」が災いし、半年間でアルコール依存性とうつ病を併発。
休職中に傷病手当金を元手に一人暮らしを始める。地元のセルビデオ店で2年程度働いていたこと、アニメなども好きだったことから2020年9月よりラムタラ店舗で働く。基本的にアニメグッズを扱うフロアで勤務したが、店舗のイベントでAV女優と会う機会も多くなり、憧れをいだくようになった。店長に相談し、Twitterの情報発信担当にもなる。
2021年1月1日、「佐藤 花（さとう はな）」としてMAX-AからAVデビュー。同年2月1日、「最上 一花」に改名し、同社から専属デビュー。AVの発売に先立ち、2020年12月にREbeccaからイメージビデオを発売。事務所はディアスグループ所属となる。
2020年11月、本人のSNSからアダルトDVDショップの店員として働きながら、AV女優の活動を行うことが報告され、MAX-Aのホームページに「佐藤花特設サイト」が公開。その後、本人のSNSでAV女優は「最上一花」として活動することが報告。このため店員という立ち位置を強調したコラムなどは佐藤花名義を継続使用している。2021年8月中にラムタラメディアワールドでの勤務を終了。女優業一本となる。
2022年3月、MAX-A専属卒業を発表。同年5月31日、初のトークライブ『あと3年くらいエロいことやったら、『搾取されない生き方』『好きな人がB専だった』『家でカラパイア見てるほうがマシ』『脱いでもフォロワーは増えない』というタイトルで本出したい』を新宿ロフトプラスワンで開催。また7月29日には、東京・中野区のBAR・ノアルカにて「1日店長就任イベント」を開催。私物の赤い浴衣を着てカウンターに入り接客を行った。
12月28日、より幅広い活動をするため、年内いっぱいでのディアスグループ退所を報告。
2022年1月26日にトークライブ『プロダクションを円満退所してフリーランスのAV女優になった最上一花が二村ヒトシに人生相談する、というていで会場の皆さんにも相談に乗ってもらう会～脱ぐことを仕事にした女の幸せと苦悩、そして承認欲求のゆくえ～』を新宿ロフトプラスワンで開催。同イベントでは「フリーになって大失敗をしたら、それを良くも悪くも見本にしてくれればいい。捨て身で生きている」、「最上一花は死ぬまで最上一花をやろうと思っています」と表明した。
2023年7月8日には新宿ロフトプラスワンでトークショー『陰キャポジティブAV女優〜意識高い系代表夏目響VS意識低い系代表最上一花、私たちも苦労してます』を開催。
2024年2月には「AV産業の適正化を考える会」のデモに参加。「AVがなくなると、出ていない人の仕事もなくなってしまう。一般の職業に就職したが適応できなくて、受け入れてくれたのがAV業界。恩返しをしたい」と参加動機を回答した。

## 人物
趣味はAV鑑賞、特技は書道。部活動は、中学校で吹奏楽部、高校でダンス部。
性に関心を持ち始めたのは小学校5年生頃から、中学校の頃から自慰として自覚してレディコミの描写を見ながら。16歳の頃よりAVを観ており、初体験は17歳。
2024年には約1300万ほどかけて顔を整形していることをカミングアウトした。一番高額なのは、輪郭を削ったこと、もしくは歯のセラミック×2回。
様々な職種をした中で、AV女優は（傾向として）肝が据わっていて、恥も失敗も素直に言えるタイプが多いと分析。いわゆる夜職ではマウント合戦が起こるが、著名な女優ほど過剰に着飾らず、気さくな人物が多いという。
キラキラした容姿や表現はトップ女優にかなわないと感じており、好きなアーティストから感じた自分にしかできないことを突き詰めた「哀しいことも、やるせないことも、しんどいと思うことも全部昇華させた」女優を理想像としている。2022年には自身の存在を「天国みたいな遠いところから見守るんじゃなくて、この世という地獄に一番近い場所でずっとあなたの傍にいたい」と述べている。
前述のように波乱万丈の過去を持ち、「生きづらさ」に男性、女性問わず多くの共感を呼んでいる。

## 映像作品

### イメージDVD / BD
| 発売日         | タイトル                        | 規格品番 | 規格品番  | メーカー | 備考 |
| 発売日         | タイトル                        | DVD      | BD        | メーカー | 備考 |
| -------------- | ------------------------------- | -------- | --------- | -------- | ---- |
| 2020年12月17日 | Ichika shop assistant performer | REBD-520 | REBDB-506 | REbecca  |      |

### アダルトDVD
| 発売日  | タイトル                                                                                           | 品番     | 備考            |        |
| 2021年  | 2021年                                                                                             | 2021年   | 2021年          | 2021年 |
| ------- | -------------------------------------------------------------------------------------------------- | -------- | --------------- | ------ |
| 1月1日  | 一目惚れAV offer 佐藤花                                                                            | XVSR-568 | ※「佐藤花」名義 |        |
| 2月1日  | 誕生 専属AV debut 最上一花                                                                         | XVSR-573 |                 |        |
| 3月1日  | 超高級遊廓温泉 桃源郷庵 最上一花                                                                   | XVSR-578 |                 |        |
| 4月1日  | 緊縛調教ドキュメント 愛縄-AIZYO- 最上一花                                                          | XVSR-583 | [ 19 ]          |        |
| 5月1日  | ドキドキの初挑戦 MAX-A専属女優特盛3時間極上ご奉仕プレミアムソープランドへようこそ 専属女優最上一花 | XVSR-588 |                 |        |
| 6月1日  | 濃交 MAX-A専属女優 最上一花が初めて知る大人のリアルSEX                                             | XVSR-593 |                 |        |
| 7月1日  | 官能小説 息子の嫁 ～義父に抱かれたい不貞妻の誘惑～                                                 | XVSR-598 |                 |        |
| 8月1日  | 最上一花 ナマ中出し解禁!! 気持ち良すぎて連続で絶頂!!                                               | XVSR-604 |                 |        |
| 9月7日  | メンズエステでメチャクチャにヤラれ興奮する変態M女                                                  | XVSR-608 |                 |        |
| 10月5日 | オフィス輪姦 レ×プの宴 鬼畜上司に犯され続けた新妻の記録                                            | XVSR-613 | [ 20 ]          |        |
| 11月2日 | 禁欲ポルチオ開発 イキ狂い56連発                                                                    | XVSR-618 |                 |        |
| 12月7日 | 専属1周年記念 剃毛ドキュメント パイパン×レズビアン 最上一花 宮村ななこ                             | XVSR-624 |                 |        |
| 2022年  | |          |                 |        |
| 1月4日  | 完全飼育 ストーキング監禁24時                                                                      | XVSR-629 |                 |        |
| 3月1日  | 媚薬捜査官×緊縛ボディドール 最上一花                                                               | XVSR-638 |                 |        |
| 4月5日  | 夫婦の自宅で嫌いなアイツに毎日何回も種付けされている私。最上一花                                   | XVSR-643 |                 |        |
| 5月3日  | 激辱 彼女へ贈る最高の辱めを 最上一花                                                               | XVSR-648 |                 |        |
| 5月3日  | MAX-A30周年記念作品 18禁ハーレムハウス 咲野瑞希 最上一花 大槻ひびき 波多野結衣 浜崎真緒            | XVSR-651 |                 |        |
| 7月5日  | 最上一花 BEST 16本番×4時間                                                                         | XVSR-660 | 単体ベスト      |        |

| 発売日   | タイトル | 品番      | メーカー                     | 備考   |        |
| 2022年   | 2022年 | 2022年    | 2022年                       | 2022年 | 2022年 |
| -------- | --- | --------- | ---------------------------- | ------ | ------ |
| 6月9日   | 都会のド真ん中でザーメン羞恥ごっくん人妻 いちかさん27歳 | HAWA-278  | コスモス映像                 |        |        |
| 6月24日  | 1人暮らしのカワイイ素人お嬢様のみなさん! 「あなたの自宅で早漏に悩む童貞君の暴発改善のお手伝いしてくれませんか?」 ウブでキュートな女の子が早漏すぎる童貞君にドキドキ & キュンキュンしちゃって生中出し筆おろしSPECIAL!                                                                                         | SKMJ-300  | 赤面女子                     |        |        |
| 7月7日   | 羞恥! 新任ナース病棟着任前強制健康診断 研修医の実験台にさせられた私たち 2022夏 | SVDVD-932 | サディスティックヴィレッジ   |        |        |
| 7月7日   | 素人バラエティ フライト帰りの美脚CAキャビンアテンダント限定濡れたら光るストッキングのガニマタ素股でEDフニャチンを持続可能な勃起で射精できたら賞金100万円! 予想外にガチガチになったデカチンで敏感なクリトリスを擦られガックガク イキ潮! 潮! 仕事帰りのお疲れオメコを激ピスしたら人生初の妊娠中出しも拒めない! | SVDVD-931 | サディスティックヴィレッジ   |        |        |
| 8月5日   | 予約半年待ちリピ率100% 某メンズエステ店 密室×密着 イキ過ぎた禁断サービス 4 | DOCP-366  | DOC                          |        |        |
| 8月16日  | メ(しめ)豚小屋 女体家畜PLANT 最上一花 | DDK-212   | ドグマ                       |        |        |
| 9月15日  | 性病科の巨乳美人女医さん! 童貞くんのフルギンチ○ポを診察してもらえませんか? Hの触診だからと擦りつけ「あっ! ヌルンッ!と入っちゃった!」 感度治療アクメでそのまま注入中出し! | WA-490    | LOTUS                        |        |        |
| 11月8日  | 「あなたの彼女、寝取ります」 彼女のことが好きすぎて、寝取り屋に寝取らせ依頼をしてしまった 最上一花 | MKON-084  | かぐや姫Pt/ 妄想族           |        |        |
| 12月8日  | 縛られると発情するドマゾな奥さん 依頼調教コレクション 最上一花 | ZEAA-80   | センタービレッジ/極          |        |        |
| 2023年   | |           |                              |        |        |
| 1月27日  | 高飛車ヒロイン命乞い ～無様戦闘員堕ち～ 美魔女仮面フォンテーヌ 最上一花 | SPSA-06   | GIGA                         |        |        |
| 1月27日  | 生チン大好き潮吹きフリーター いちか (26) | CHUC-026  | First Star                   |        |        |
| 2月27日  | ちょい陰キャな清楚系ビッチと潮吹きまくりの中出し性交 いちか (26) | CHUC-026  | First Star                   |        |        |
| 3月16日  | 銀粉野外緊縛 最上一花 | BUG-034   | バミューダ                   |        |        |
| 3月21日  | 素人娘の全裸図鑑 29 今時の女の子13名が恥らいながら脱衣していく様子をじっくり撮影した、変態紳士のためのヘアヌードコレクション | KAGP-274  | かぐや姫Pt/妄想族            |        |        |
| 4月4日   | どこでもおしっこ! 素人娘の大放尿30人 スロー再生でじっくり鑑賞できるマニア向け映像 7 | KAGP-275  | かぐや姫Pt/妄想族            |        |        |
| 5月9日   | あなたのチ●ポ洗います。8 素人アルバイト8人 | KAGP-278  | かぐや姫Pt/妄想族            |        |        |
| 6月8日   | エモレズ 世界でもっともエモいレズ 最上一花 涼花くるみ | MIST-401  | Mr.michiru                   |        |        |
| 7月11日  | 【個撮】どこでもフェラ 12 11人 | KAGN-014  | かぐや姫Pt/妄想族            |        |        |
| 7月14日  | 淫靡なる魔装 邪悪に染められたセイントピンク 菊池まや 最上一花 | MSZ-09    | GIGA                         |        |        |
| 8月1日   | 淫絶股縄調教 02 割れ目に食い込む麻縄 | PHD-042   | バミューダ                   |        |        |
| 10月10日 | おま●この形状まるわかり! 薄いパンツの上からマン汁ぬるぬる透けオナニー 10 | KAGP-291  | かぐや姫Pt/妄想族            |        |        |
| 11月14日 | 緊縛調教妻 裕福な家に嫁いだ後も縄快楽を忘れられないマゾ人妻。内緒で働く派遣SMで偶然知った隣人の変態性癖 最上一花 | GMA-052   | グローバルメディアアネックス |        |        |

### アダルトVR
| 発売日 | タイトル | 品番       | 備考   |
| 2021年 | 2021年 | 2021年     | 2021年 |
| ------ | --- | ---------- | ------ |
| 4月7日 | 優しいリードで童貞喰い エロ唇でボクをメロメロにした一花ちゃんが超接近、焦らしプレイで暴発寸前 最上一花                                                       | MAXVRH-024 |        |
| 2022年 | |            |        |
| 4月6日 | 女流緊縛師によるM女、最上一花を独り占め緊縛調教ライブショー                                                                                                  | MAXVRH-027 |        |
| 5月4日 | MAX-A30周年記念VR&DVDコラボ作品 いきなり過ぎて何が起きてるのかわからないまま夢のハーレム! 突然チョー贅沢6P! 咲野瑞希 最上一花 大槻ひびき 波多野結衣 浜崎真緒 | MAXVRH-028 |        |

| 発売日  | タイトル | 品番        | メーカー | 備考   |        |
| 2022年  | 2022年 | 2022年      | 2022年   | 2022年 | 2022年 |
| ------- | --- | ----------- | -------- | ------ | ------ |
| 6月1日  | 【時間無制限! 発射無制限!】 Fcup美ボディと濃厚サービスで人気大爆発中の泡姫による極上の【即尺・洗体・エロマッサ】お・も・て・な・し! 肉体美&敏感早漏マ○コでご奉仕されて【口内射精・パイズリ挟射精・中出し3発】ゴムNG! 子作り孕ませOK!… 最上一花 | KIWVR-00376 | こあらVR |        |        |
| 6月17日 | 【悪徳マッサージ】スタイル抜群のFcupボディを日本未承認【超強力媚薬】で発情させてガン責めすると【ハメ潮・中イキ・エビ反り絶頂連発！】愛液ダダ漏れトロマン敏感早漏オンナと【挟射・顔射・中出し】キメセクSEX 最上一花                             | KIWVR-00382 | こあらVR |        |        |
| 11月7日 | 【着衣スマタ & 尻コキ特化VR】15人完全撮りおろし | KIOVR-007   | こあらVR |        |        |

### アダルト配信
| 発売日   | タイトル | 品番       | メーカー                  | 備考   |
| 2021年   | 2021年 | 2021年     | 2021年                    | 2021年 |
| -------- | --- | ---------- | ------------------------- | ------ |
| 5月1日   | ただのAV面接のはずが我慢できずに暴走生挿入! | SRTD-0224  | 投稿マーケット素人イッてQ |        |
| 9月22日  | さとちゃん | SRTF-007   | 素人道                    |        |
| 2022年   | |            |                           |        |
| 2月23日  | はな | SRTF-021   | 素人道                    |        |
| 4月22日  | HANA | SRTF-029   | 素人道                    |        |
| 5月1日   | ただのAV面接のはずが我慢できずに暴走生挿入! | SRTD-0224  | 投稿マーケット素人イッてQ |        |
| 6月1日   | ＜エロい娘限定ヤリマン数珠つなぎ!! ～あなたよりエロい女性を紹介してください～108発目＞ いちか 25歳 SMクラブM嬢 【泣いてヨダレ垂らしてマン汁吹かす真性のドM嬢】壊れた価値観を持つマゾ美女を調教! 喉奥ゴリゴリのイラマで窒息寸前→思わず失禁! 泣きながら悦ぶドM!! スパンキングでマン汁糸引いちゃってるw手枷の鎖が切れるほどの激烈ピストンで満足イクまで調教セックス!!!                                                                                          | MAAN-784   | プレステージプレミアム    |        |
| 6月18日  | いちか | ORECO-094  | 俺の素人 -Z-              |        |
| 6月27日  | 翔子 賞金100万円 黒ストッキングデカ尻CA EDち○ぽに搭乗! 持続可能な勃起DE射精させろ! | KING-078   | 素人参加バライエティ      |        |
| 7月9日   | 花 | ION-140    | ION イイ女を寝取りたい    |        |
| 7月17日  | ネットでAV応募→AV体験撮影 1879 一花 24歳 パチンコ屋 【スレンダー巨乳】【パチ屋店員】AV大好き! SM大好き! 3P経験もあり?! 酒癖の悪さから男が寄って来ない。AV男優さんとセックスがしてみたい! | SIRO-4962  | シロウトTV                |        |
| 9月14日  | 某育成会病院勤務 性病科医 最上先生29歳 人妻Fカップ | EWDX-436   | E★人妻DX                  |        |
| 9月17日  | 【最強F乳えちえちガールズバー店員!! 秘密のアフター!!】【尽くす系ビッチの本領発揮】【バカうま騎乗位でコスハメ撮り連続搾精】従順で一途でビッチ!? 奇跡のコラボレーション美少女ガールズバー店員が秘密のアフター!! 推し客とイチャイチャからの急転直下ハメ撮り!! 魅せる騎乗位!! 弾けるFカップ美乳!! 溢れるマン汁!! まさにSEXのテーマパークや!? コスもバチ似合いでさらに乱れ加速するエチエチはめ撮りをアチアチでお届け!! 【ハメ撮りとれちゃいました：11】 もが 22歳 | NTK-739    | プレステージプレミアム    |        |
| 10月18日 | マジ軟派、初撮。1856 いちか 25歳 ペットショップ店員 ジョギング中のお姉さんをナンパ! ピチピチのトレーニングウェアに隠された推定F乳とプリ尻に興奮必死! おもらし体質が災いして手マンでもチ●ポでも潮吹き連発絶頂!! | GANA-2787  | ナンパTV                  |        |
| 11月5日  | 【逆ナン上等!! 男漁りWビッチJD来襲!!】【担当：淫尻のヤリマン痙攣美少女JDのガチイキッ!!】【攻めて攻められイってはイカせて4P乱交 & じっくりソロH連続搾精SP】まさに the高嶺の花 が2輪咲!! ヌレヌレ花弁が乱れ咲く!! 痙攣昇天連発の令和最大のビッグバン4P!! 桃尻エロ娘と長身神ボイン娘が攻める!! 攻める!! まさにここは桃源郷で酒池肉林wwもちろんガチイキ淫尻JDのソロなま性交も収録!!                                                                              | NTK-737    | プレステージプレミアム    |        |
| 12月12日 | 【柔らかそうなオッパイと肌がいやらしいメンエス嬢。 逆にこっちがマッサージして触りたくなっちゃう!】 始まったらいきなりお尻を乗っけてきて密着マッサージ。 僕の上で美肌を惜しげもなくスリスリ…。いろんな部分が当たっているよ! わざと? 戸惑う様子を見て楽しそうに鼠径部を揉んでいる…。 リンパの流れなど関係なく勃起してしまったチ●ポに跨り自ら騎乗位! 最後は僕も腰を振って中出し! いちかさん / スケベな躰と笑顔で客を弄ぶイタズラっ子施術師                      | DDH-132    | ドキュメントdeハメハメ    |        |
| 12月30日 | ラグジュTV 1643 西城一花 25歳 キャビンアテンダント ぽってりとした唇に肉欲そそるムッチリボディ! クリトリスを愛撫すれば潮を噴くほど敏感! トロトロになった蜜壺にデカ○ンを挿入するとキュウキュウに締め付け敏感に反応してイき乱れる! | LUXU-1625  | ラグジュTV                |        |
| 2023年   | |            |                           |        |
| 1月6日   | 家まで送ってイイですか? case.213 もなさん 25歳 恋愛コラムニスト 【新春SP】2023年1発目はクソエロサブカル女子! 乳首フルボッキイナズマイキ! 瞳孔カッ開きスパンキングイキ! 初の首●めに白目ガンギ●リオチ! ⇒ 隣人と騒音バトル中! セックス出来るのか!? ⇒ サイレント… 否、漏れる絶叫! 漏れる失禁! ⇒ 貧乏への転落から始まった『将来の夢』 | DCV-217    | ドキュメンTV              |        |
| 1月15日  | Vlog【個人撮影】性欲(激強)のセフレとの情事を無断配信 | NMCH-042   | れいわしろうと            |        |
| 1月28日  | はな 2 | SRTF-060   | 素人道                    |        |
| 3月1日   | 最上先生 | EWDX-436   | E★人妻DX                  |        |
| 6月16日  | I148ちゃん | SHINKI-148 | 蜃気楼                    |        |
| 6月18日  | 【Fカップ巨乳】【すごい舌技】敬語がたまらない後輩系美少女【ヨコヤマちゃん】をプールでナンパ!! 彼氏いるのにギャラ飲みからのなし崩しSEXでたっぷり中出ししちゃいましたww ヨコヤマ | MLA-135    | まんまんランド            |        |

## 書籍・出版物

### デジタル写真集
- Ichika shop assistant performer（2021年3月12日、REbecca）
- Like a rose【グラビア写真集】最上一花（2023年1月13日、プレステージ出版、撮影：柳沢康太）
- Like a rose【ヌード写真集】最上一花（2023年1月13日、プレステージ出版、撮影：柳沢康太）

### 雑誌
- 週刊実話 2020年12月24日号（日本ジャーナル出版）- グラビア「最上一花 アキバの女神がAVデビュー!!」

## 出演

### 連載
- 秋葉原ラムタラ店員・佐藤花の感じるAVレビュー（2020年10月23日 - 2021年8月26日、デラべっぴんR）[15]
- YouTubeチャンネル「ラムタラグループ公式チャンネル」（2020年9月28日 - 、YouTube）
- 最果ての地に咲く一番美しい花（2021年11月28日 - 、デラべっぴんR）[21]
- 元セルショップ店員AV大好き女優・最上一花の月刊ランキング（東京スポーツ）※ラムタラメディアワールドの売り上げデータランキングをもとにしたレビューコラム

### ラジオ
- 最上一花の生きていればなんとかなる（2023年6月4日 - 10月1日、鳥越アズーリFM）[22][23]

### テレビ
- 他人のSEXで生きてる人々3 第30回（2023年2月、CSヌーヴェルパラダイス）

### インターネット配信
- DiazGroup公式YouTubeチャンネル「POW!! POW!! DIAZ Channel」（2021年3月5日 - 、YouTube）[注 1]

DiazGroup公式YouTubeチャンネル / 【初配信】POWチャンNIGHT!!【Vol.1】（2021年3月26日、YouTube）
- YouTubeチャンネル「マックスエーちゃんねる #こっこちゃんねる」（2021年1月4・11日、YouTube）[注 2]

### 舞台
- 劇団DUO福斗清☆「絶対にNTRれないオ・ト・コ」（2022年10月24日、三栄町LIVE STAGE）
- GIGA スーパーヒロインライブ Vol.14（2024年1月13日、東京・from scratch）- フォンテーヌ/インビィーヌ 役[29]

### イベント
- あと3年くらいエロいことやったら、『搾取されない生き方』『好きな人がB専だった』『家でカラパイア見てるほうがマシ』『脱いでもフォロワーは増えない』というタイトルで本出したい（2022年5月31日、新宿ロフトプラスワン）[8]
- プロダクションを円満退所してフリーランスのAV女優になった最上一花が二村ヒトシに人生相談する、というていで会場の皆さんにも相談に乗ってもらう会 ～脱ぐことを仕事にした女の幸せと苦悩、そして承認欲求のゆくえ～（2022年1月26日、新宿ロフトプラスワン）[11]
- 『グッドバイ、バッドマガジンズ』から学ぼう! エロ本の歴史（2023年2月20日、新宿ロフトプラスワン）[30]
- 陰キャポジティブAV女優 〜意識高い系代表 夏目響 VS 意識低い系代表 最上一花、私たちも苦労してます（2023年7月8日、新宿ロフトプラスワン）[13]